# بخش چمستان
بخش چمستان یکی از بخش‌های شهرستان نور در استان مازندران در شمال ایران است.

## تقسیمات کشوری
- بخش چمستان
  - دهستان لاویج
  - دهستان میانرود

## جمعیت
بنابر سرشماری مرکز آمار ایران، جمعیت بخش چمستان شهرستان نور در سال ۱۳۸۵ برابر با ۴۰۷۹۷ نفر بوده است.